# Аль-Садег, Джульяна
Джульяна Аль-Садег (араб. جوليانا الصادق‎; род. 9 декабря 1994, Амман) — иорданская тхэквондистка. Серебряный призёр чемпионата мира 2023 года, чемпионка Азиатских игр 2018 года, двукратная чемпионка Азии. Участница летних Олимпийских игр 2020 года.

## Биография
Джульяна Аль-Садег родилась 9 декабря 1994 года.

## Карьера
Джульяна на международных соревнованиях по тхэквондо выступает с 2009 года.
На летних Азиатских играх 2018 года в Джакарте в категории до 67 кг она стала чемпионкой.
На Олимпийских играх 2021 года в Токио в весовой категории до 67 килограммов иорданка уступила в первом раунде Милене Титонели из Бразилии.
В 2021 и 2022 годах на чемпионатах Азии она становилась чемпионкой в весовой категории до 67 кг.
В 2023 году на чемпионате мира, который состоялся в Баку, в категории до 67 кг, иорданка завоевала серебряную медаль. В финальной схватке она уступила спортсменке из Франции Магде Вит-Энен.